# Aviva London Grand Prix 2017
London Grand Prix 2017 byl lehkoatletický mítink, který se konal 9. 7. 2017 v Spojeném království městě Londýn. Byl součástí série mítinků Diamantová liga.

## Výsledky

### Muži
| Disciplína            | 1. místo                                                      | 2. místo                                                           | 3. místo                                                               |
| Běh na 100 m          | Chijindu Ujah 10,02                                           | James Dasaolu 10,06                                                | Isiah Young 10,07                                                      |
| Běh na 200 m          | Ameer Webb 20,13                                              | Fred Kerley 20,24                                                  | Isiah Young 20,24                                                      |
| Běh na 400 m          | Michael Cherry 45,02                                          | Tony McQuay 45,29                                                  | Dwayne Cowan 45,36                                                     |
| Běh na 800 m          | Nijel Amos 1:43,18                                            | Donavan Brazier 1:43,95                                            | Asbel Kiprop 1:44,43                                                   |
| Běh na 1500 m         | Chris O’Hare 3:34,75                                          | Vincent Kibet 3:34,88                                              | Filip Ingebrigtsen 3:34,91                                             |
| Běh na 3000 m         | Mohamed Farah 7:35,15                                         | Adel Mechaal 7:36,32                                               | Andrew Butchart 7:37,56                                                |
| Běh na 110 m překážek | Aries Merritt 13,09                                           | Milan Trajković 13,25                                              | Shane Brathwaite 13,27                                                 |
| Běh na 400 m překážek | Kerron Clement 48,02                                          | Kyron McMaster 48,12                                               | Yasmani Copello 48,24                                                  |
| Štafeta 4 × 100 m     | 39,08 Trae Williams Tom Gamble Nicholas Andrews Alex Hartmann | 39,29 Diogo Antunes David Lima Ricardo Pereira Yazaldes Nascimento | 39,35 Andrew Robertson Deji Tobais Confidence Lawson Emmanuel Stephens |
| Chůze na 1 míli       | Tom Bosworth 5:31,08                                          | Diego García 5:34,95                                               | Perseus Karlström 5:36,27                                              |
| Skok daleký           | Jeff Henderson 817 cm                                         | Mike Hartfield 799 cm                                              | Marquis Dendy 795 cm                                                   |
| Hod diskem            | Daniel Ståhl 66,73 m                                          | Fedrick Dacres 66,66 m                                             | Philip Milanov 66,65 m                                                 |

### Ženy
| Disciplína            | 1. místo                     | 2. místo                      | 3. místo                   |
| Běh na 100 m          | Elaine Thompsonová 10,94     | Dafne Schippersová 10,97      | Blessing Okagbareová 10,99 |
| Běh na 400 m          | Allyson Felixová 49,65       | Courtney Okolová 50,29        | Shamier Little 50,40       |
| Běh na 800 m          | Charlene Lipsey 1:59,43      | Shelayna Oskan-Clarke 1:59,82 | Hedda Hynne 1:59,87        |
| Běh na 100 m překážek | Kendra Harrisonová 12,39     | Sally Pearsonová 12,48        | Sharika Nelvis 12,62       |
| Běh na 400 m překážek | Janeive Russell 54,02        | Cassandra Tate 54,59          | Wenda Theron-Nel 54,73     |
| Běh na 1 míli         | Hellen Obiriová 4:16,56      | Laura Muirová 4:18,03         | Winny Chebet 4:19,55       |
| Skok vysoký           | Marija Lasickeneová 200 cm   | Vashti Cunninghamová 197 cm   | Erika Kinsey 194 cm        |
| Skok o tyči           | Katerina Stefanidiová 481 cm | Nicole Büchler 473 cm         | Michaela Meijer 465 cm     |
| Skok daleký           | Tianna Bartolettaová 7,01 m  | Ivana Španovićová 6,88 m      | Brooke Stratton 6,79 m     |
| Hod oštěpem           | Barbora Špotáková 68,26 m    | Sara Kolaková 67,83 m         | Martina Ratejová 64,85 m   |